# Guilherme Oliveira Santos
Guilherme Oliveira Santos (Jequié, 5 febbraio 1988) è un calciatore brasiliano, difensore del Brasiliense.